# Coaldale, Colorado
Coaldale är en ort i Fremont County i delstaten Colorado, USA.